# Flodsandbi
Flodsandbi (Andrena nycthemera) är en art i insektsordningen steklar som tillhör överfamiljen bin och familjen grävbin.

## Beskrivning
Honan har svart päls på huvudet och blek, ljusbrunaktig päls på mellankroppens ovansida, medan dess undersida är mera rent vitaktig. Bakkroppen har tät, vitaktig päls på de tre första tergiterna, medan resten har glesare, svart behåring. De bakersta skenbenen är tvåfärgade, brunt på ovansidan och vitt under. Honan når en längd av 12 till 14 mm.
Hanen är mindre, 10 till 12 mm och mera gråvitaktig i ansiktet. Speciellt på clypeus (munskölden) är pälsen så lång, och dessutom rent vit, att den nästan bildar mustascher. Mellankroppen är mycket blekt grå på ovansidan, nästan rent vit under. Hela bakkroppen har gles, lång, vit behåring, tätare på de främre tergiterna. De bakersta skenbenen är mörkbruna med ljus behåring.

## Ekologi
Flodsandbiet lever företrädesvis i fuktiga habitat som sandområden, sandiga flodbankar, kanalstränder, diken, sandtag, stenbrott, våtmarker och åkermark. De svenska lokalerna består av stenbrott och sandtag. Arten är oligolektisk (det vill säga specialiserad) vad gäller pollen, den flyger nästan uteslutade till videväxter, särskilt sälg. Den har dock också påträffats på hästhov från familjen korgblommiga växter. Arten flyger mellan mitten av mars till slutet av april/tidigt i maj.
Arten har en generation per år. Boet grävs ut i form av gångar med larvceller på naken sandmark, gärna i små kolonier. Det kan parasiteras av boparasiterna gökbina videgökbi och sandgökbi, vars honor lägger sina ägg i flodsandbinas bon, ett ägg i varje larvcell. Den resulterande larven äter först upp värdägget eller -larven, och livnär sig sedan av den insamlade näringen..

## Utbredning
Arten finns i större delen av Europa mellan 45° och 57°N. Österut går den till Ural.
I Sverige är den rödlistad som sårbar och finns endast i fyra mindre populationer i Skåne: Vid Maglarp nära Trelleborg (i en grustäkt som  grävdes ut 2008, vilket kraftigt, om än tillfälligt, minskade antalet individer), det övergivna sandtaget Fyleverken vid Fyledalen, Limhamn och en fjärde, ej angiven lokal. Vid inventeringarna 2021 och 2022 observerades arten i Maglarp och Fyleverken, som numera betraktas som fasta lokaler för arten.
Arten saknas i Finland. Även i Danmark och Tyskland är den sällsynt.